# Vlag van Finistère

Vlag van Finistère

De vlag van Finistère is de niet-officiële vlag van het Franse departement Finistère. Net als de meeste andere departementen van Frankrijk heeft Finistère geen officiële vlag, maar wordt de hier rechts afgebeelde vlag op niet-officiële wijze gebruikt. De vlag is afgeleid van het wapen van dit departement.
De vlag bestaat uit drie horizontale secties:
- Bovenkant: Een witte achtergrond met vijf heraldische hermelijnen in zwart.
- Linkeronderkant: Een geel veld met een zwarte leeuw die op zijn achterpoten staat, typisch voor een heraldisch ontwerp.
- Rechteronderkant: Een blauw veld met een witte ram die op zijn achterpoten staat, met gouden hoorns en hoeven.

Het ontwerp is een combinatie van de vlaggen van de twee voormalige gebieden waarin de provincie ligt: Het land van Léon (leeuw) en het land van Cornouaille (schaap), Het schildhoofd met hermelijnen is afgeleid van de vlag van Bretagne. De vlag is geïnspireerd op het ontwerp van het wapen dat in 1975 officieel is aangenomen door de Heraldiekcommissie van Finistère.
Naast deze vlag is er een logovlag in gebruik.

Vlag van Bro Leon
Vlag van Kerne
Vlag van het hertogdom Bretagne
Logovlag